# Selección de fútbol sub-20 de Cabo Verde
La Selección de fútbol sub-20 de Cabo Verde es el equipo que representa al país en el Mundial Sub-20, en el Campeonato Sub-20 de la WAFU y en el Campeonato Juvenil Africano; y es controlado por la Federación caboverdiana de fútbol.

## Participaciones

### Mundial Sub-20
| Año   | Ronda        | J            | G            | E            | P            | GF           | GC           |
| ----- | ------------ | ------------ | ------------ | ------------ | ------------ | ------------ | ------------ |
| 1977  | No clasificó | No clasificó | No clasificó | No clasificó | No clasificó | No clasificó | No clasificó |
| 1979  | No clasificó | No clasificó | No clasificó | No clasificó | No clasificó | No clasificó | No clasificó |
| 1981  | No clasificó | No clasificó | No clasificó | No clasificó | No clasificó | No clasificó | No clasificó |
| 1983  | No clasificó | No clasificó | No clasificó | No clasificó | No clasificó | No clasificó | No clasificó |
| 1985  | No clasificó | No clasificó | No clasificó | No clasificó | No clasificó | No clasificó | No clasificó |
| 1987  | No clasificó | No clasificó | No clasificó | No clasificó | No clasificó | No clasificó | No clasificó |
| 1989  | No clasificó | No clasificó | No clasificó | No clasificó | No clasificó | No clasificó | No clasificó |
| 1991  | No clasificó | No clasificó | No clasificó | No clasificó | No clasificó | No clasificó | No clasificó |
| 1993  | No clasificó | No clasificó | No clasificó | No clasificó | No clasificó | No clasificó | No clasificó |
| 1995  | No clasificó | No clasificó | No clasificó | No clasificó | No clasificó | No clasificó | No clasificó |
| 1997  | No clasificó | No clasificó | No clasificó | No clasificó | No clasificó | No clasificó | No clasificó |
| 1999  | No clasificó | No clasificó | No clasificó | No clasificó | No clasificó | No clasificó | No clasificó |
| 2001  | No clasificó | No clasificó | No clasificó | No clasificó | No clasificó | No clasificó | No clasificó |
| 2003  | No clasificó | No clasificó | No clasificó | No clasificó | No clasificó | No clasificó | No clasificó |
| 2005  | No clasificó | No clasificó | No clasificó | No clasificó | No clasificó | No clasificó | No clasificó |
| 2007  | No clasificó | No clasificó | No clasificó | No clasificó | No clasificó | No clasificó | No clasificó |
| 2009  | No clasificó | No clasificó | No clasificó | No clasificó | No clasificó | No clasificó | No clasificó |
| 2011  | No clasificó | No clasificó | No clasificó | No clasificó | No clasificó | No clasificó | No clasificó |
| 2013  | No clasificó | No clasificó | No clasificó | No clasificó | No clasificó | No clasificó | No clasificó |
| 2015  | No clasificó | No clasificó | No clasificó | No clasificó | No clasificó | No clasificó | No clasificó |
| Total | 0/20         | 0            | 0            | 0            | 0            | 0            | 0            |

### Campeonato Juvenil Africano
| Africa U-20 Cup of Nations | Africa U-20 Cup of Nations | Africa U-20 Cup of Nations | Africa U-20 Cup of Nations | Africa U-20 Cup of Nations | Africa U-20 Cup of Nations | Africa U-20 Cup of Nations | Africa U-20 Cup of Nations |
| Año                        | Resultado                  | J                          | G                          | E                          | P                          | GF                         | GC                         |
| -------------------------- | -------------------------- | -------------------------- | -------------------------- | -------------------------- | -------------------------- | -------------------------- | -------------------------- |
| de 1979 a 1993             | No participó               | No participó               | No participó               | No participó               | No participó               | No participó               | No participó               |
| 1995                       | Abandonó el torneo         | Abandonó el torneo         | Abandonó el torneo         | Abandonó el torneo         | Abandonó el torneo         | Abandonó el torneo         | Abandonó el torneo         |
| de 1997 a 2005             | No participó               | No participó               | No participó               | No participó               | No participó               | No participó               | No participó               |
| 2007                       | Abandonó el torneo         | Abandonó el torneo         | Abandonó el torneo         | Abandonó el torneo         | Abandonó el torneo         | Abandonó el torneo         | Abandonó el torneo         |
| 2009                       | No participó               | No participó               | No participó               | No participó               | No participó               | No participó               | No participó               |
| 2011                       | No participó               | No participó               | No participó               | No participó               | No participó               | No participó               | No participó               |
| 2013                       | No participó               | No participó               | No participó               | No participó               | No participó               | No participó               | No participó               |
| 2015                       | No participó               | No participó               | No participó               | No participó               | No participó               | No participó               | No participó               |
| 2017                       | Por disputarse             | Por disputarse             | Por disputarse             | Por disputarse             | Por disputarse             | Por disputarse             | Por disputarse             |
| 2019                       | Por disputarse             | Por disputarse             | Por disputarse             | Por disputarse             | Por disputarse             | Por disputarse             | Por disputarse             |
| Total                      | 0/20                       | -                          | -                          | -                          | -                          | -                          | -                          |

### Campeonato Sub-20 de la WAFU
| Año   | Ronda              | J                  | G                  | E                  | P                  | GF                 | GC                 |
| ----- | ------------------ | ------------------ | ------------------ | ------------------ | ------------------ | ------------------ | ------------------ |
| 2008  | Abandonó el torneo | Abandonó el torneo | Abandonó el torneo | Abandonó el torneo | Abandonó el torneo | Abandonó el torneo | Abandonó el torneo |
| Total | 0/1                | 0                  | 0                  | 0                  | 0                  | 0                  | 0                  |